# Eldkronesläktet
Eldkronesläktet (Lantana) är ett växtsläkte i familjen verbenaväxter.
Lantana omfattar omkring 150 arter, mestadels buskar i tropiska och subtropiska Amerika. Lantana camara, med en mängd hybrider, är populär som prydnadsväxt.